# Henk Miedema

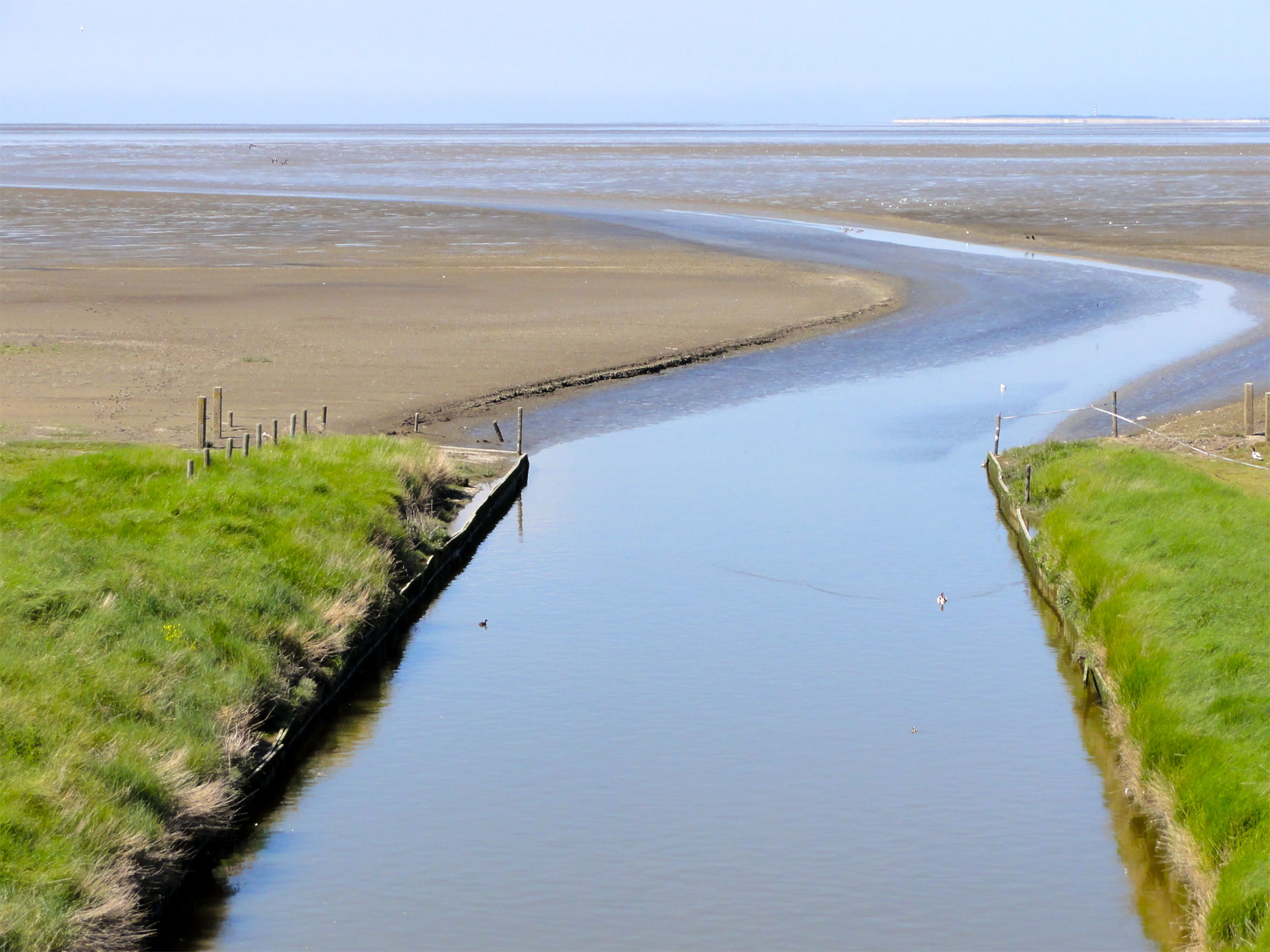
Uitwatering van het H.G. Miedemagemaal in de Waddenzee bij Zwarte Haan

H.G. (Henk) Miedema was voorzitter van het Friese waterschap Noardlik Westergoa.

## Leven en werk
Miedema was akkerbouwer in het Bildt. Hij raakte betrokken bij het waterschapswerk. Zijn eerste taak als voorzitter van een voorbereidingscommissie was om 43 polders samen te voegen tot één waterschap. Dit werk begon in 1965 en in september 1966 kon het nieuwe waterschap Noardlik Westergoa worden opgericht. Dit waterschap regelde het waterbeheer in het noordwesten van Friesland. Miedema zou de eerste voorzitter van het nieuwe waterschap worden. Hij vervulde deze functie 26 jaar lang. Per 1 september 1992 werd hij opgevolgd door Jan Oosterbaan. Miedema was ook jarenlang voorzitter van de Friese Bond van Waterschappen. Bij zijn vertrek diende zich een nieuwe fusiegolf aan. Naar zijn opvatting moest de afstand tussen boer en waterschap niet te groot worden. Hij had voorkeur voor het opdelen van Friesland in vijf waterschappen. Vijf jaar na zijn aftreden werd zijn wens gehonoreerd. In 1997 fuseerden de waterschappen in Friesland en ontstonden er vijf nieuwe waterschappen. Noardlik Westergoa ging op in het nieuwe waterschap De Waadkant. Zeven jaar later ontstond er toch één provinciaal waterschap Fryslân.
Eén van de twee zeegemalen werd, vanwege zijn verdiensten, naar hem genoemd. In 1992 werd gemaal Zwarte Haan omgedoopt tot H.G. Miedemagemaal.